# Franz Kafka’s It’s a Wonderful Life
Franz Kafka’s It’s a Wonderful Life ist ein komödiantischer britischer Kurzfilm von Peter Capaldi aus dem Jahr 1993, der mit einem Oscar ausgezeichnet wurde.

## Inhalt
Der Schriftsteller Franz Kafka versucht am Weihnachtsabend in seiner Wohnung seine Novelle Die Verwandlung weiter auszubauen. Er will herausarbeiten, als was seine Romanfigur Gregor Samsa aufwachen soll. Doch ständig wird er gestört. Während seine Nachbarn im Erdgeschoss zur selben Zeit Weihnachten feiern und ihn einbeziehen wollen, indem einer von ihnen ihm Messer und Hackbeile andrehen will oder eine Frau meint, ihm Scherzartikel offerieren zu müssen. 

## Kritik
Rita Kempley von der Washington Post befand, Regisseur Capaldi habe eine entzückend unwahrscheinliche Parodie geschaffen, die sonderbar herzerwärmend sei. Richard E. Grant sei urkomisch in der Titelrolle.

## Auszeichnungen
1995 wurden Peter Capaldi und Ruth Kenley-Letts für und mit dem Film gemeinsam mit Peggy Rajski und Randy Stone, die für und mit dem Kurzfilm Trevor ausgezeichnet wurden, in der Kategorie „Bester Kurzfilm“ mit dem Oscar ausgezeichnet. Zudem gewann der Film den British Academy Film Award in der Kategorie „Bester Kurzfilm“ und den Publikumspreis des Angers European First Film Festival.